# 拉卜楞设治局
拉卜楞设治局，民國時設置於甘肃省的設治局，位于甘肃南部，今甘肃省夏河县。

## 历史沿革
民国十五年（1926年）析导河、临潭及循化县设置拉卜楞设治局，以辖地内的拉卜楞寺得名。局所驻拉卜楞（今甘肃省夏河县驻地拉卜楞镇）。北京政府时期，隶属于西宁道。民国十六年（1927年）甘肃省政府将其升格为县，十七年（1928年）3月国民政府批准。县名夏河，以地处大夏河滨而得名。